# Comté de Sullivan (New Hampshire)
Pour les articles homonymes, voir Comté de Sullivan.
Le comté de Sullivan est un comté situé dans l'ouest de l'État américain du New Hampshire. Son siège est à Newport. Selon le recensement de 2020, sa population est de 43 063 habitants.
Le comté porte le nom du général Sullivan, personnalité de la guerre d'indépendance.

## Géographie
La superficie du comté est de 1 429 km2, dont 1 392 km2 de terre. 

### Géolocalisation
|                            | Comté de Grafton                  |                                       |
| Comté de Windsor (Vermont) | Comté de Sullivan                 | Comté de Merrimack                    |
| Comté de Windham (Vermont) | Comté de Cheshire (New Hampshire) | Comté de Hillsborough (New Hampshire) |

## Démographie
Lors du recensement de 2010, le comté comptait une population de 43 742 habitants. Elle est estimée, en 2017, à 43 077 habitants.
| Groupe            | Comté de Sullivan | New Hampshire | États-Unis |
| ----------------- | ----------------- | ------------- | ---------- |
| Blancs            | 97,0              | 93,1          | 72,4       |
| Métis             | 1,4               | 1,6           | 2,9        |
| Asiatiques        | 0,6               | 2,5           | 4,8        |
| Afro-Américains   | 0,4               | 1,4           | 12,6       |
| Autres            | 0,3               | 1,0           | 6,4        |
| Amérindiens       | 0,3               | 0,2           | 0,9        |
| Total             | 100               | 100           | 100        |
|                   |                   |               |            |
| Latino-Américains | 1,1               | 2,8           | 16,7       |

Selon l'American Community Survey, pour la période 2011-2015, 96,34 % de la population âgée de plus de 5 ans déclare parler l'anglais à la maison, 0,85 % le français, 1,0 % l'espagnol et 1,81 % une autre langue.